# Conclave de 1963
O Conclave de 1963 foi convocado após a morte do Papa João XXIII em 3 de junho daquele ano no Palácio Apostólico. Depois que os cardeais eleitores se reuniram em Roma, o conclave para eleger o sucessor de João começou em 19 de junho e terminou dois dias depois, em 21 de junho, após seis votações. Os cardeais elegeram Giovanni Battista Montini, arcebispo de Milão. Ele aceitou a eleição e tomou o nome de Papa Paulo VI.

## Segundo plano
A morte de João XXIII deixou o futuro do Concílio Vaticano II em risco, já que a eleição de um papa anti-Conselho poderia ter severamente restringido o papel do Conselho. Os principais candidatos Papabile foram Giovanni Battista Montini, de Milão , que não era cardeal na época do conclave anterior e apoiava as reformas propostas no Conselho; ; Giacomo Lercaro, de Bolonha, considerado liberal, próximo de João XXIII; e Giuseppe Siri, de Gênova, papabile em 1958 e crítico dessas reformas. O cardeal Grégoire-Pierre XV Agagianian, o ex- patriarca católico armênio da Cilícia, também foi considerado papabile. Alegadamente, João XXIII havia enviado sinais oblíquos, indicando que ele pensava que Montini seria um bom papa

## Participantes

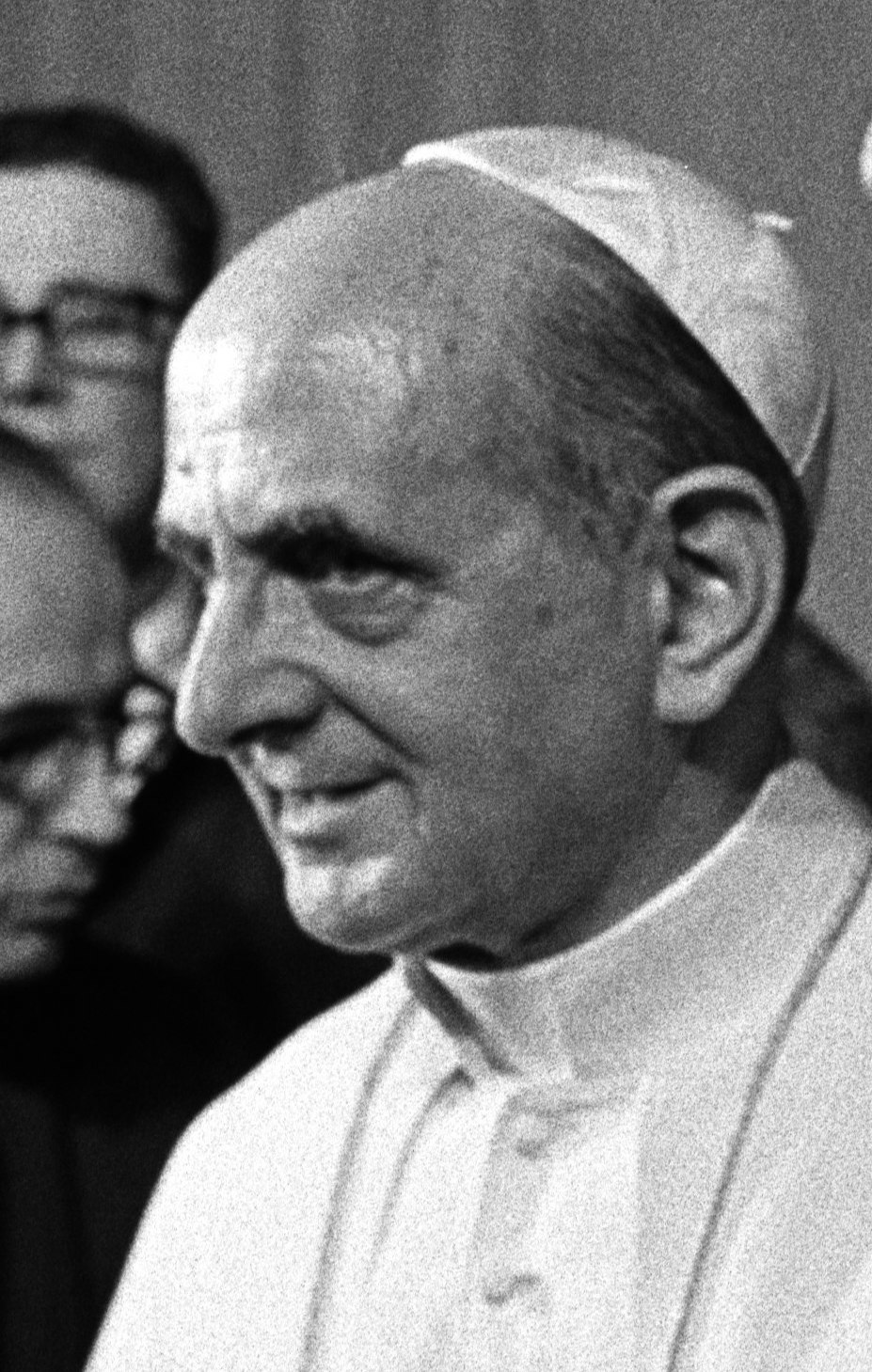
O Papa Paulo VI governou a Igreja Católica por quinze anos e sua maior importância foi a continuidade que deu ao Concílio Vaticano II.

O conclave de 1963, que se reuniu de 19 a 21 de junho, na Capela Sistina, na Cidade do Vaticano, foi o maior já montado. 82 cardeais eleitores foram elegíveis para participar. Os únicos dois que não o foram foram o cardeal József Mindszenty, que se recusou a deixar a Legação dos EUA em Budapeste, onde viveu desde 1956, a menos que o governo húngaro atendesse às suas exigências de liberdade religiosa na Hungria e o cardeal Carlos María Javier de la Torre de Quito, Equador, que tinha 89 anos e não pôde fazer a viagem porque sofreu um derrame no mês de dezembro anterior e estava acamado com trombose. Dos oitenta cardeais que participaram, oito foram elevados pelo Papa Pio XI, vinte e sete por Pio XII e o restante por João XXIII. Cada eleitor cardeal recebeu um assessor. Eles vieram de 29 países, em comparação com 51 de 21 países no conclave de 1958 e 59 de 16 países em 1939. Os italianos estavam em menor número de 51 a 29.

## Votação
Na noite de 19 de junho de 1963, os oitenta cardeais entraram no maior conclave já convocado até hoje. Para ser eleito foram necessários 54 votos, equivalentes a dois terços do número de membros do Sagrado Colégio. O bloco de cardeais conservadores, liderado por Ottaviani e Siri, opôs uma forte resistência à eleição de Montini, tanto que as duas facções lutaram entre si ao longo do conclave, sem conseguir chegar a um acordo.
Segundo a reconstrução do especialista vaticano Giancarlo Zizola, nas duas primeiras votações, na manhã de 20 de junho, Montini obteve cerca de 30 votos; o candidato dos conservadores, Ildebrando Antoniutti, chegou a cerca de 20 votos, assim como Giacomo Lercaro, candidato da ala progressista. Na terceira votação, a primeira da tarde, os votos de Giacomo Lercaro convergiram para Montini, que chegou a 50, a apenas 4 votos da maioria exigida. Alguns votos também foram para o curial Francesco Roberti.
O partido conservador, no entanto, continuou relutante em obter os votos que faltavam para a eleição de Montini, e a facção de Montini sabia que seria extremamente difícil obter mais. Como, além de Montini, nenhum outro candidato havia sido proposto de forma séria, faltava insistir nele ou colocá-lo de lado para procurar um novo candidato, talvez o próprio Cardeal Roberti, que parecia o único que poderia desempenhar o papel de candidato de compromisso.
Durante a pausa entre a terceira e a quarta votação de 20 de junho, o Cardeal Gustavo Testa levantou-se, abordou os Cardeais Carlo Confalonieri e Alberto di Jorio e, com uma voz forte o suficiente para que todos pudessem ouvir, pediu-lhes que fizessem tudo para garantir essa lógica de os bloqueios foram superados, votando em Montini. A reação dos cardeais variou de espanto a solidariedade e indignação. Após o quarto e o quinto votos, Montini havia conquistado alguns votos, mas ainda não havia atingido a cota necessária para sua eleição.
Na manhã seguinte, 21 de junho, após três dias de conclave, Giovanni Battista Montini foi eleito papa na sexta votação, com 57 votos, apenas três a mais do que o necessário e assumiu o nome de Paulo VI. Um grupo de 22 cardeais, incluindo Giuseppe Siri e Alfredo Ottaviani, manteve a recusa até o fim. Quando perguntado por Eugène Tisserant se ele aceitou a sua eleição, Montini respondeu, Accepto, in nomine Domini ("Eu aceito, em nome do Senhor") e escolheu a ser conhecido como o Papa Paulo VI .
Às 11h22 da manhã, subiu fumaça branca da chaminé da Capela Sistina, significando a eleição de um novo papa. Alfredo Ottaviani, na qualidade de cardeal sênior Deacon, anunciou a eleição de Montini em latim; antes que Ottaviani terminasse de dizer o nome de Montini, a multidão embaixo da varanda da Basílica de São Pedro explodiu em aplausos.
O Papa Paulo VI apareceu logo em seguida na varanda para dar sua primeira bênção. Nesta ocasião, Paulo VI optou por não dar a bênção tradicional de Urbi et Orbi, mas em vez disso concedeu a benção episcopal mais curta como sua primeira bênção apostólica .
Apesar de tudo, a eleição de Montini foi uma das mais óbvias do século XX, tendo sido prevista pela maioria dos vaticanistas.

## Cardeais Eleitores

### Composição por consistório
| Concistoro             | 1963 |
| ---------------------- | ---- |
| Dezembro de 1929       | 1    |
| Junho de 1930          | 1    |
| Março de 1933          | 1    |
| Dezembro 1935          | 2    |
| Junho de 1936          | 1    |
| Dezembro 1937          | 2    |
| Criados por Pio XI     | 8    |
| Fevereiro de 1946      | 15   |
| Janeiro 1953           | 14   |
| Criados por Pio XII    | 29   |
| Dezembro 1958          | 19   |
| Dezembro de 1959       | 7    |
| Março de 1960          | 6    |
| Janeiro de 1961        | 4    |
| Março de 1962          | 9    |
| Criados por João XXIII | 45   |
| total                  | 82   |

| Criado por               | Cardeais | Por Cento |
| ------------------------ | -------- | --------- |
| Papa Pio XI (PXI)        | 08       | 9,76 %    |
| Papa Pio XII (PXII)      | 029      | 35,37 %   |
| Papa João XXIII (JXXIII) | 045      | 54,88 %   |
| Total                    | 82       | 100 %     |

## Cardeais Bispos
| Nº | Nome                      | País   | Função | Data Nascimento         | Consistório    | Papa  |
| -- | ------------------------- | ------ | --- | ----------------------- | -------------- | ----- |
| 1  | Eugène Tisserant          | França | Decano do Colégio dos Cardeais Grão-mestre da Ordem Equestre do Santo Sepulcro de Jerusalém                                                        | 24 de março de 1884     | Junho 1936     | PXI   |
| 2  | Clemente Micara           | Itália | Vigário-Geral de Roma Administrador Apostólico de Óstia Presidente da Pontifícia Comissão de Arqueologia Sacra Vice-Decano do Colégio dos Cardeais | 24 de dezembro de 1879  | Fevereiro 1946 | PXII  |
| 3  | Giuseppe Pizzardo         | Itália | Prefeito da Congregação para a Doutrina da Fé | 13 de julho de 1877     | Dezembro 1937  | PXI   |
| 4  | Benedetto Aloisi Masella  | Itália | Prefeito da Congregação para o Culto Divino e Disciplina dos Sacramentos Camerlengo                                                                | 29 de junho de 1879     | Fevereiro 1946 | PXII  |
| 5  | Amleto Giovanni Cicognani | Itália | Secretário-Emérito de Estado da Santa Sé | 24 de fevereiro de 1883 | Dezembro 1958  | JXIII |
| 6  | Giuseppe Antonio Ferretto | Itália | secretário do Colégio dos Cardeais | 9 de março de 1899      | Janeiro 1961   | JXIII |

## Cardeais Presbíteros
| Nº | Nome                                | País           | Função                                                                                                 | Data Nascimento        | Consistório    | Papa  |
| -- | ----------------------------------- | -------------- | --- | ---------------------- | -------------- | ----- |
| 7  | Manuel Gonçalves Cerejeira          | Portugal       | Patriarca de Lisboa Protopresbítero                                                                    | 29 de novembro de 1888 | Dezembro 1929  | PXI   |
| 8  | Achille Liénart                     | França         | Bispo de Lille                                                                                         | 7 de fevereiro de 1884 | Junho 1930     | PXI   |
| 9  | Maurilio Fossati                    | Itália         | Arcebispo de Turim                                                                                     | 24 de maio de 1876     | Março 1933     | PXI   |
| 10 | Ignatius Gabriel I Tappouni         | Iraque         | Patriarca católico sírio de Antioquia                                                                  | 3 de novembro de 1879  | Dezembro 1935  | PXI   |
| 11 | Santiago Luis Copello               | Argentina      | Arcebispo de Buenos Aires                                                                              | 7 de janeiro de 1880   | Dezembro 1935  | PXI   |
| 12 | Pierre-Marie Gerlier                | França         | Arcebispo de Lyon                                                                                      | 14 de janeiro de 1880  | Dezembro 1937  | PXI   |
| 13 | Grégoire-Pierre XV Agagianian       | Líbano         | Patriarca Católico Armênio da Cilícia                                                                  | 18 de setembro de 1895 | Fevereiro 1946 | PXII  |
| 14 | James Charles McGuigan              | Canadá         | Arcebispo de Toronto                                                                                   | 26 de novembro de 1894 | Fevereiro 1946 | PXII  |
| 15 | Clément Émile Roques                | França         | Arcebispo de Rennes                                                                                    | 8 de dezembro de 1880  | Fevereiro 1946 | PXII  |
| 16 | Carlos Carmelo de Vasconcelos Motta | Brasil         | Arcebispo de São Paulo                                                                                 | 16 de julho de 1890    | Fevereiro 1946 | PXII  |
| 17 | Norman Thomas Gilroy                | Austrália      | Arcebispo de Sydney                                                                                    | 22 de janeiro de 1896  | Fevereiro 1946 | PXII  |
| 18 | Francis Spellman                    | Estados Unidos | Arcebispo de Nova Iorque                                                                               | 4 de maio de 1889      | Fevereiro 1946 | PXII  |
| 19 | Jaime de Barros Câmara              | Brasil         | Arcebispo do Rio de Janeiro                                                                            | 3 de julho de 1894     | Fevereiro 1946 | PXII  |
| 20 | Enrique Plá y Deniel                | Espanha        | Arcebispo de Toledo                                                                                    | 19 de dezembro de 1876 | Fevereiro 1946 | PXII  |
| 21 | Joseph Frings                       | Alemanha       | Arcebispo de Colônia                                                                                   | 6 de fevereiro de 1887 | Fevereiro 1946 | PXII  |
| 22 | Ernesto Ruffini                     | Itália         | Arcebispo de Palermo                                                                                   | 19 de janeiro de 1888  | Fevereiro 1946 | PXII  |
| 23 | Antonio Caggiano                    | Argentina      | Arcebispo de Buenos Aires                                                                              | 30 de janeiro de 1889  | Fevereiro 1946 | PXII  |
| 24 | Thomas Tien Ken-sin                 | China          | Arcebispo de Pequim                                                                                    | 27 de setembro de 1870 | Fevereiro 1946 | PXII  |
| 25 | Augusto Álvaro da Silva             | Brasil         | Arcebispo de São Salvador da Bahia                                                                     | 8 de abril de 1876     | Janeiro 1953   | PXII  |
| 26 | Valerio Valeri                      | Itália         | Prefeito da Congregação para os Institutos de Vida Consagrada e Sociedades de Vida Apostólica          | 7 de novembro de 1883  | Janeiro 1953   | PXII  |
| 27 | Pietro Ciriaci                      | Itália         | Prefeito da Pontifício Conselho para os Textos Legislativos                                            | 2 de dezembro de 1885  | Janeiro 1953   | PXII  |
| 28 | Maurice Feltin                      | França         | Arcebispo de Paris                                                                                     | 15 de maio de 1883     | Janeiro 1953   | PXII  |
| 29 | Giuseppe Siri                       | Itália         | Arcebispo de Génova                                                                                    | 20 de maio de 1906     | Janeiro 1953   | PXII  |
| 30 | James Francis McIntyre              | Estados Unidos | Arcebispo de Los Angeles                                                                               | 25 de junho de 1886    | Janeiro 1953   | PXII  |
| 31 | Giacomo Lercaro                     | Itália         | Arcebispo de Bolonha                                                                                   | 28 de outubro de 1891  | Janeiro 1953   | PXII  |
| 32 | Stefan Wyszyński                    | Polónia        | Arcebispo de Gniezno e Varsóvia                                                                        | 3 de agosto de 1901    | Janeiro 1953   | PXII  |
| 33 | Benjamin de Arriba y Castro         | Espanha        | Arcebispo de Tarragona                                                                                 | 8 de abril de 1886     | Janeiro 1953   | PXII  |
| 34 | Fernando Quiroga y Palacios         | Espanha        | Arcebispo de Santiago de Compostela                                                                    | 21 de janeiro de 1900  | Janeiro 1953   | PXII  |
| 35 | Paul-Émile Léger, P.S.S.            | Canadá         | Arcebispo de Montreal                                                                                  | 25 de abril de 1904    | Janeiro 1953   | PXII  |
| 36 | Valerian Gracias                    | Índia          | Arcebispo de Bombaim                                                                                   | 23 de outubro de 1900  | Janeiro 1953   | PXII  |
| 37 | Giovanni Battista Montini           | Itália         | Arcebispo de Milão                                                                                     | 26 de setembro de 1897 | Dezembro 1958  | JXIII |
| 38 | Giovanni Urbani                     | Itália         | Patriarca de Veneza                                                                                    | 26 de março de 1900    | Dezembro 1958  | JXIII |
| 39 | Paolo Giobbe                        | Itália         | Prefeito da Dataria Apostólica                                                                         | 10 de janeiro de 1880  | Dezembro 1958  | JXIII |
| 40 | Fernando Cento                      | Itália         | Penitenciária Apostólica                                                                               | 10 de agosto de 1883   | Dezembro 1958  | JXIII |
| 41 | Carlo Chiarlo                       | Itália         | Oficial Emérito da Secretaria de Estado                                                                | 4 de novembro de 1881  | Dezembro 1958  | JXIII |
| 42 | José Garibi y Rivera                | México         | Arcebispo-emérito de Guadalajara                                                                       | 30 de janeiro de 1889  | Dezembro 1958  | JXIII |
| 43 | Antonio María Barbieri, O.F.M.Cap.  | Uruguai        | Arcebispo da Montevidéu                                                                                | 12 de outubro de 1892  | Dezembro 1958  | JXIII |
| 44 | Carlo Confalonieri                  | Itália         | arcipreste da Basílica de Santa Maria Maior                                                            | 25 de julho de 1893    | Dezembro 1958  | JXIII |
| 45 | Richard James Cushing               | Estados Unidos | Arcebispo de Boston                                                                                    | 24 de agosto de 1895   | Dezembro 1958  | JXIII |
| 46 | Alfonso Castaldo                    | Itália         | Arcebispo de Nápoles                                                                                   | 6 de novembro de 1890  | Dezembro 1958  | JXIII |
| 47 | Paul-Marie-André Richaud            | França         | Arcebispo de Bordeaux                                                                                  | 16 de abril de 1887    | Dezembro 1958  | JXIII |
| 48 | José María Bueno y Monreal          | Espanha        | Arcebispo de Sevilha                                                                                   | 11 de setembro de 1904 | Dezembro 1958  | JXIII |
| 49 | Franz König                         | Áustria        | Arcebispo de Viena                                                                                     | 3 de agosto de 1905    | Dezembro 1958  | JXIII |
| 50 | Julius August Döpfner               | Alemanha       | Arcebispo de de Munique e Frisinga                                                                     | 26 de agosto de 1913   | Dezembro 1958  | JXIII |
| 51 | Paolo Marella                       | Itália         | Arcipreste da Basílica de São Pedro Prefeito do Sagrado Congregação do Tecido da Basílica de São Pedro | 25 de janeiro de 1895  | Dezembro 1959  | JXIII |
| 52 | Gustavo Testa                       | Itália         | secretário da Congregação para as Igrejas Orientais                                                    | 28 de julho de 1886    | Dezembro 1959  | JXIII |
| 53 | Albert Gregory Meyer                | Estados Unidos | Arcebispo de Chicago                                                                                   | 9 de março de 1903     | Dezembro 1959  | JXIII |
| 54 | Luigi Traglia                       | Itália         | bispo-auxiliar de Roma                                                                                 | 3 de abril de 1895     | Março 1960     | JXIII |
| 55 | Peter Tatsuo Doi                    | Japão          | Arcebispo de Tóquio                                                                                    | 22 de dezembro de 1892 | Março 1960     | JXIII |
| 56 | Joseph-Charles Lefèbvre             | França         | Arcebispo de Bourges                                                                                   | 15 de abril de 1892    | Março 1960     | JXIII |
| 57 | Bernardus Johannes Alfrink          | Países Baixos  | Arcebispo da Utrecht                                                                                   | 5 de julho de 1900     | Março 1960     | JXIII |
| 58 | Rufino Jiao Santos                  | Filipinas      | Arcebispo de Manila                                                                                    | 26 de agosto de 1908   | Março 1960     | JXIII |
| 59 | Laurean Rugambwa                    | Tanzânia       | Arcebispo de Dar-es-Salaam                                                                             | 12 de julho de 1912    | Março 1960     | JXIII |
| 60 | Joseph Elmer Ritter                 | Estados Unidos | Arcebispo de Saint Louis                                                                               | 20 de julho de 1892    | Janeiro 1961   | JXIII |
| 61 | José Humberto Quintero Parra        | Venezuela      | Arcebispo de Caracas                                                                                   | 22 de setembro de 1902 | Janeiro 1961   | JXIII |
| 62 | Luis Concha Córdoba                 | Colômbia       | Arcebispo de Bogotá                                                                                    | 7 de novembro de 1891  | Janeiro 1961   | JXIII |
| 63 | José da Costa Nunes                 | Portugal       | Vice-carmelengo da Cúria Romana                                                                        | 15 de março de 1880    | Março 1962     | JXIII |
| 64 | Ildebrando Antoniutti               | Itália         | Núncio-emérito na Espanha                                                                              | 3 de agosto de 1898    | Março 1962     | JXIII |
| 65 | Efrem Forni                         | Itália         | Núncio apostólico de Luxemburgo                                                                        | 10 de janeiro de 1889  | Março 1962     | JXIII |
| 66 | Juan Landázuri Ricketts, O.F.M.     | Peru           | Arcebispo de Lima                                                                                      | 19 de dezembro de 1913 | Março 1962     | JXIII |
| 67 | Raúl Silva Henríquez, S.D.B.        | Chile          | Arcebispo de Santiago do Chile                                                                         | 27 de setembro de 1907 | Março 1962     | JXIII |
| 68 | Leo-Jozef Suenens                   | Bélgica        | Arcebispo de Bruxelas Ordinário Militar da Bélgica                                                     | 16 de julho de 1904    | Março 1962     | JXIII |

## Cardeais Diáconos
| Nº | Nome                                     | País     | Função                                                                             | Data Nascimento         | Consistório   | Papa  |
| -- | ---------------------------------------- | -------- | ---------------------------------------------------------------------------------- | ----------------------- | ------------- | ----- |
| 69 | Alfredo Ottaviani                        | Itália   | Secretário de Congregação para a Doutrina da Fé Protodiácono                       | 29 de outubro de 1890   | Janeiro 1953  | PXII  |
| 70 | Alberto di Jorio                         | Itália   | Prefeito da Pontifícia Comissão para o Estado da Cidade do Vaticano                | 18 de julho de 1884     | Dezembro 1958 | JXIII |
| 71 | Francesco Bracci                         | Itália   | Secretário-emérito da Congregação para o Culto Divino e Disciplina dos Sacramentos | 5 de novembro de 1879   | Dezembro 1958 | JXIII |
| 72 | Francesco Roberti                        | Itália   | Prefeito da Supremo Tribunal da Assinatura Apostólica                              | 7 de julho de 1889      | Dezembro 1958 | JXIII |
| 73 | André-Damien-Ferdinand Jullienm P.S.S.   | França   | Decano da Rota Romana                                                              | 25 de outubro de 1882   | Dezembro 1958 | JXIII |
| 74 | Arcadio María Larraona Saralegui, C.M.F. | Espanha  | Prefeito da Sagrada Congregação dos Ritos                                          | 13 de novembro de 1887  | Dezembro 1959 | JXIII |
| 75 | Francesco Morano                         | Itália   | Secretário-emérito da Supremo Tribunal da Assinatura Apostólica                    | 8 de junho de 1872      | Dezembro 1959 | JXIII |
| 76 | William Theodore Heard                   | Escócia  | Decano Emérito da Rota Romana                                                      | 24 de fevereiro de 1884 | Dezembro 1959 | JXIII |
| 77 | Augustin Bea, S.J.                       | Alemanha | Prefeito de Pontifício Conselho para a Promoção da Unidade dos Cristãos            | 28 de maio de 1881      | Dezembro 1959 | JXIII |
| 78 | Antonio Bacci                            | Itália   | Presbítero da Diocese de Roma                                                      | 4 de setembro de 1885   | Março 1960    | JXIII |
| 79 | Michael Browne, O.P.                     | Irlanda  | Mestre-geral-emérito da Ordem dos Pregadores                                       | 6 de maio de 1887       | Março 1962    | JXIII |
| 80 | Joaquín Anselmo María Albareda, O.S.B.   | Espanha  | Bibliotecário-emérito da Biblioteca Apostólica Vaticana                            | 16 de fevereiro de 1892 | Março 1962    | JXIII |

## Ausentes

Brasão pontifício de Paulo VI

Brasão do Camerlengo no Conclave de 1963

| Nº | Nome                            | País    | Função                           | Data Nascimento        | Consistório    | Papa |
| -- | ------------------------------- | ------- | -------------------------------- | ---------------------- | -------------- | ---- |
| 1  | József Mindszenty               | Hungria | Arcebispo de Esztergom-Budapeste | 29 de março de 1892    | Fevereiro 1946 | PXII |
| 2  | Carlos María Javier de la Torre | Equador | Arcebispo de Quito               | 14 de novembro de 1873 | Janeiro 1953   | PXII |